# Malinche (novela)
Malinche es una novela histórica  de Laura Esquivel publicada en  el año 2006.

## Argumento
Este libro trata sobre la relación entre La Malinche y Hernán Cortés que es destruida por las ansias de poder, de dominio y de riqueza de Cortés.
También trata acerca de la mediación de Malinche entre la cultura hispánica y la indígena que se lleva al cabo durante el proceso de la Conquista de México a partir de 1519.

## Espacio y tiempo
La historia se desarrolla en México. Está situada entre el año 1519 y 1529.

## Audio libro
Esta versión es del año 2007, donde Lucía Méndez prestó su voz y experiencia para dar vida a todos los personajes en el mismo, por lo cual en ese año fue reconocida por el jurado de intelectuales de New York con el premio “The Latino Book Awards”; igualmente la APA (Audio Publisher Association por sus siglas en inglés) le otorgó el premio ganador por dicho trabajo en la sección de "Spanish Language" el 30 de mayo de 2008, la premiación se llevó a cabo en la ciudad de Los Ángeles, California, este trabajo compitió con el "Zahir" de Paulo Coelho, "Inés del Alma Mía" de Isabel Allende, "La Isla del Tesoro" de Robert Louis Stevenson y "20 mil leguas de viaje submarino" de Jules Verne. Esta Asociación es la máxima institución en premiar los trabajos de voz y narración de libros, así como de novelas importantes en Estados Unidos.